# Мяркинский деканат
Мярки́нский  декана́т (лит. Merkinės dekanatas) — один из семи деканатов епархии Кайшядориса римско-католической церковной провинции Вильнюса. Объединяет приходы в пределах северо-западной части Варенского района и Райтининкайского староства Алитусского района Алитусского уезда Литвы. В настоящее время в Мяркинский деканат входит девять приходов.
Должность окружного викария Мяркинского деканата  занимает священник Робертас Румшас (лит. Robertas Rumšas).

## Приходы деканата
- Акмуоский приход (лит. Akmenio Nukryžiuotojo Jėzaus parapija);
- Бабришкский приход (лит. Babriškių Šv. arkangelo Mykolo parapija);
- Жилинайский приход (лит. Žilinų Šv. Antano Paduviečio parapija);
- Мяркинский приход (лит. Merkinės Švč. Mergelės Marijos Ėmimo į dangų parapija);
- Нядзингский приход (лит. Nedingės Švč. Trejybės parapija);
- Нямунайтский приход (лит. Nemunaičio Švč. Mergelės Marijos Gimimo parapija);
- Пярлойский приход (лит. Perlojos Švč. Mergelės Marijos ir Šv. Pranciškaus Asyžiečio parapija);
- Рилишкяйский приход (лит. Ryliškių Šv. Monikos parapija);
- Сянойи-Варенайский приход (лит. Senosios Varėnos Šv. arkangelo Mykolo parapija).

## Храмы деканата

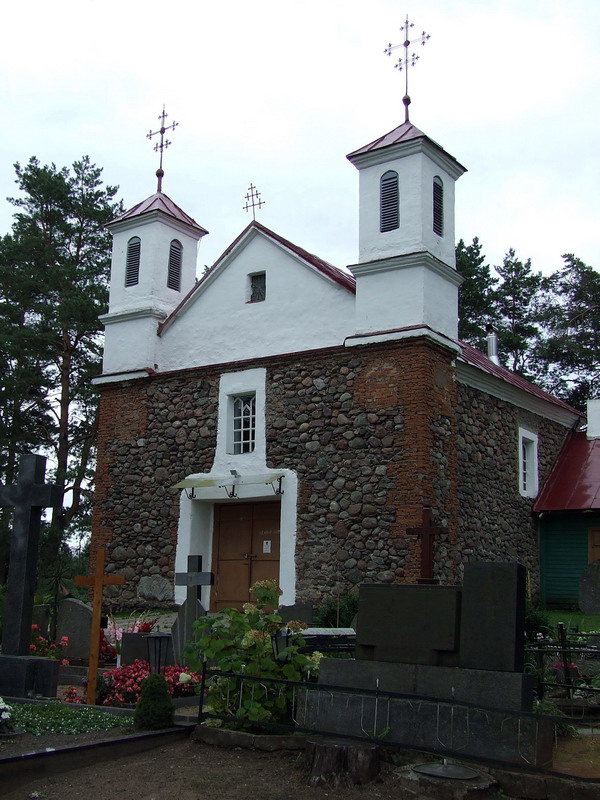
Церковь Святого Архангела Михаила в Бабришкесе
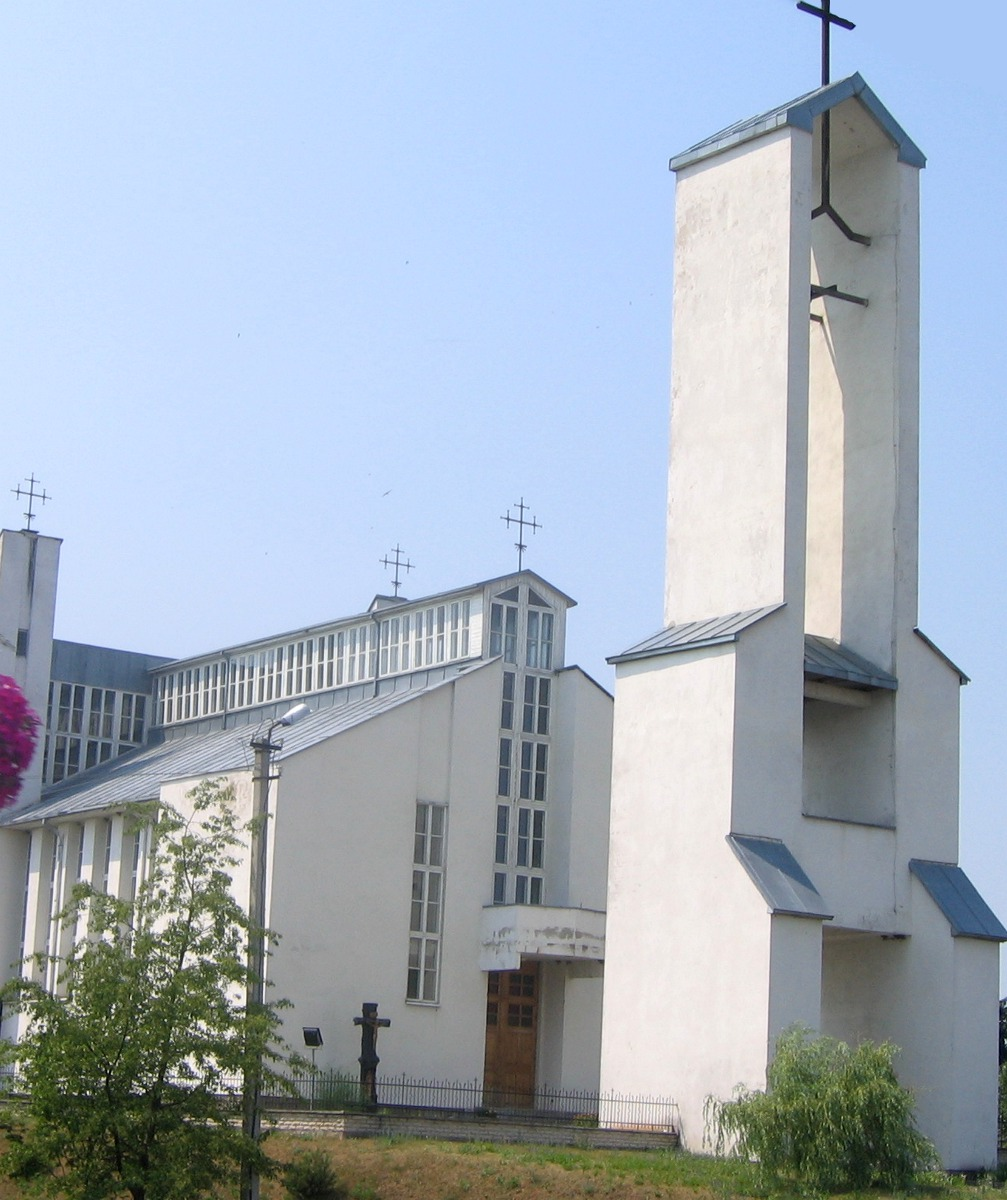
Церковь Святого Святого Архангела Михаила в Сянойи-Варене
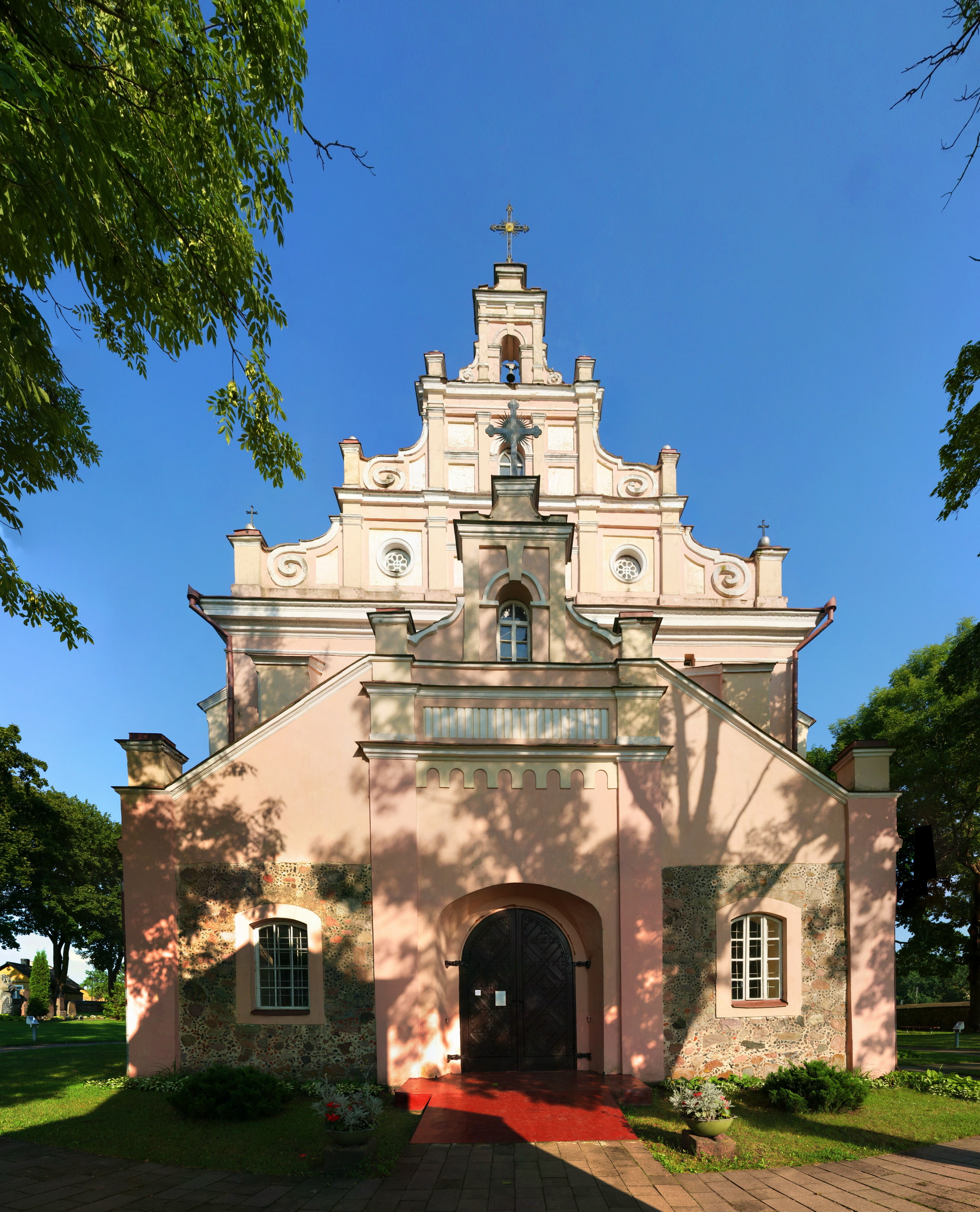
Церковь Пресвятой Девы Марии в Мяркине
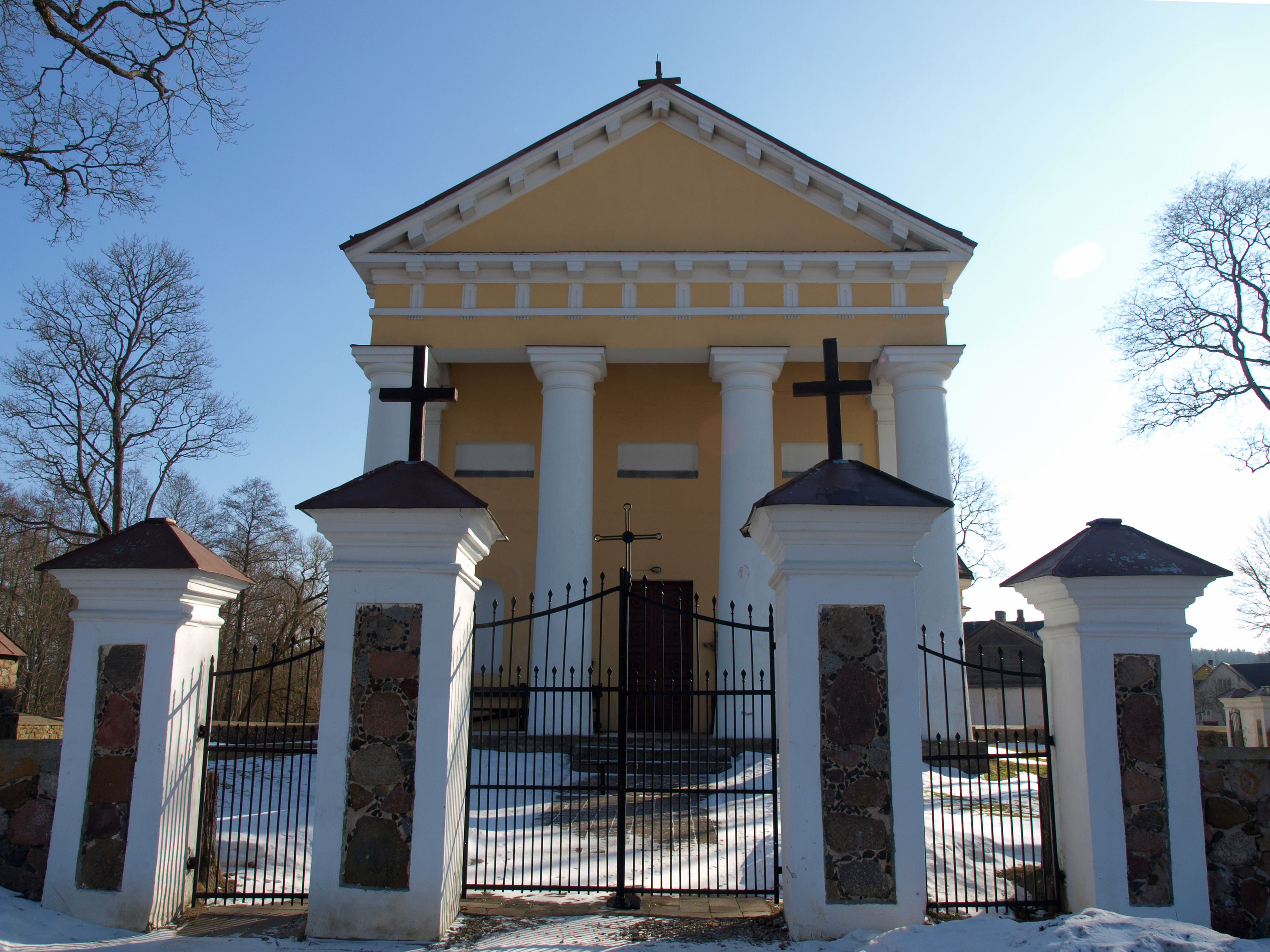
Церковь Святой Троицы в Нядзинге
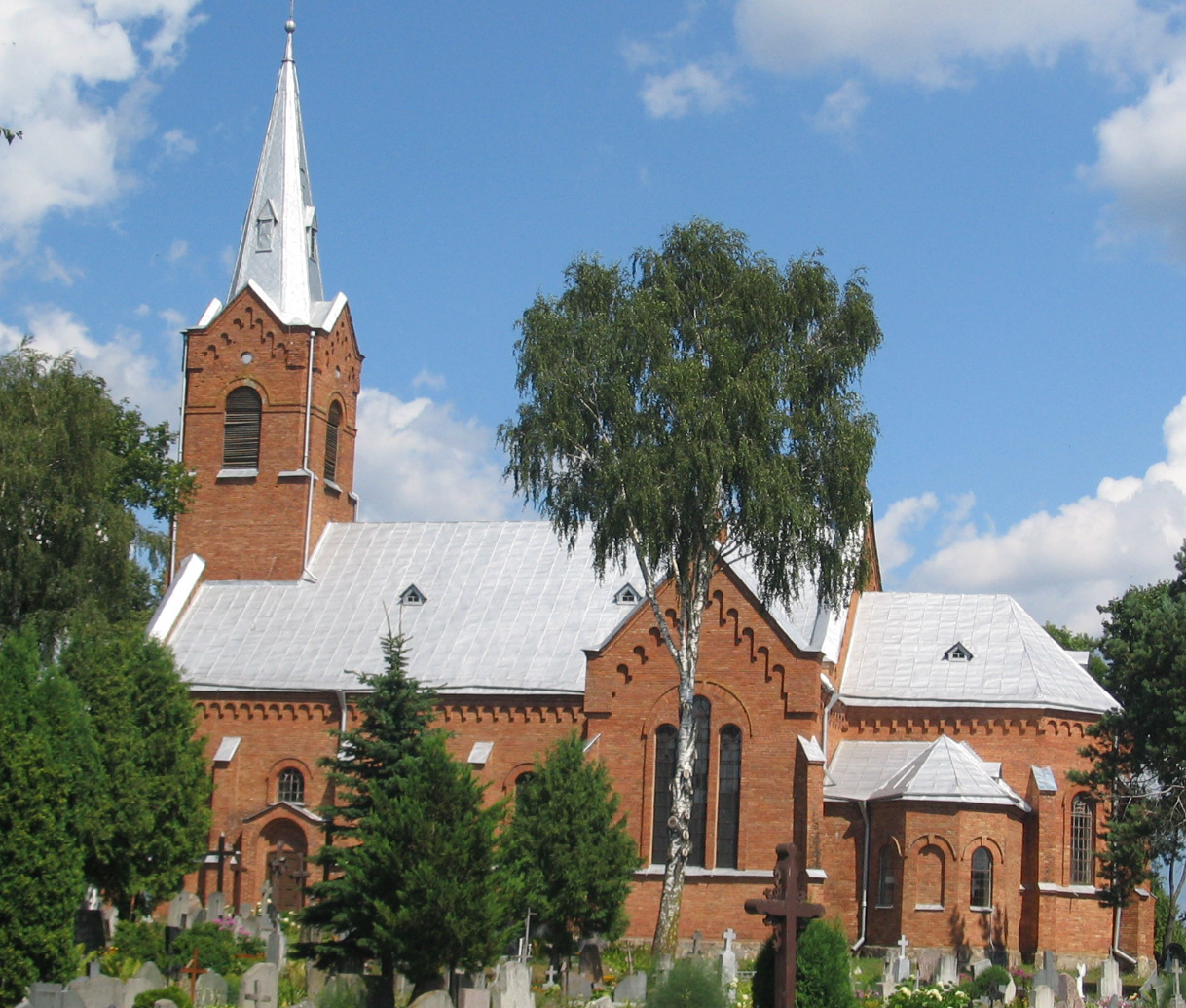
Церковь Пресвятой Девы Марии и Святого Фрациска Ассизского в Пярлое
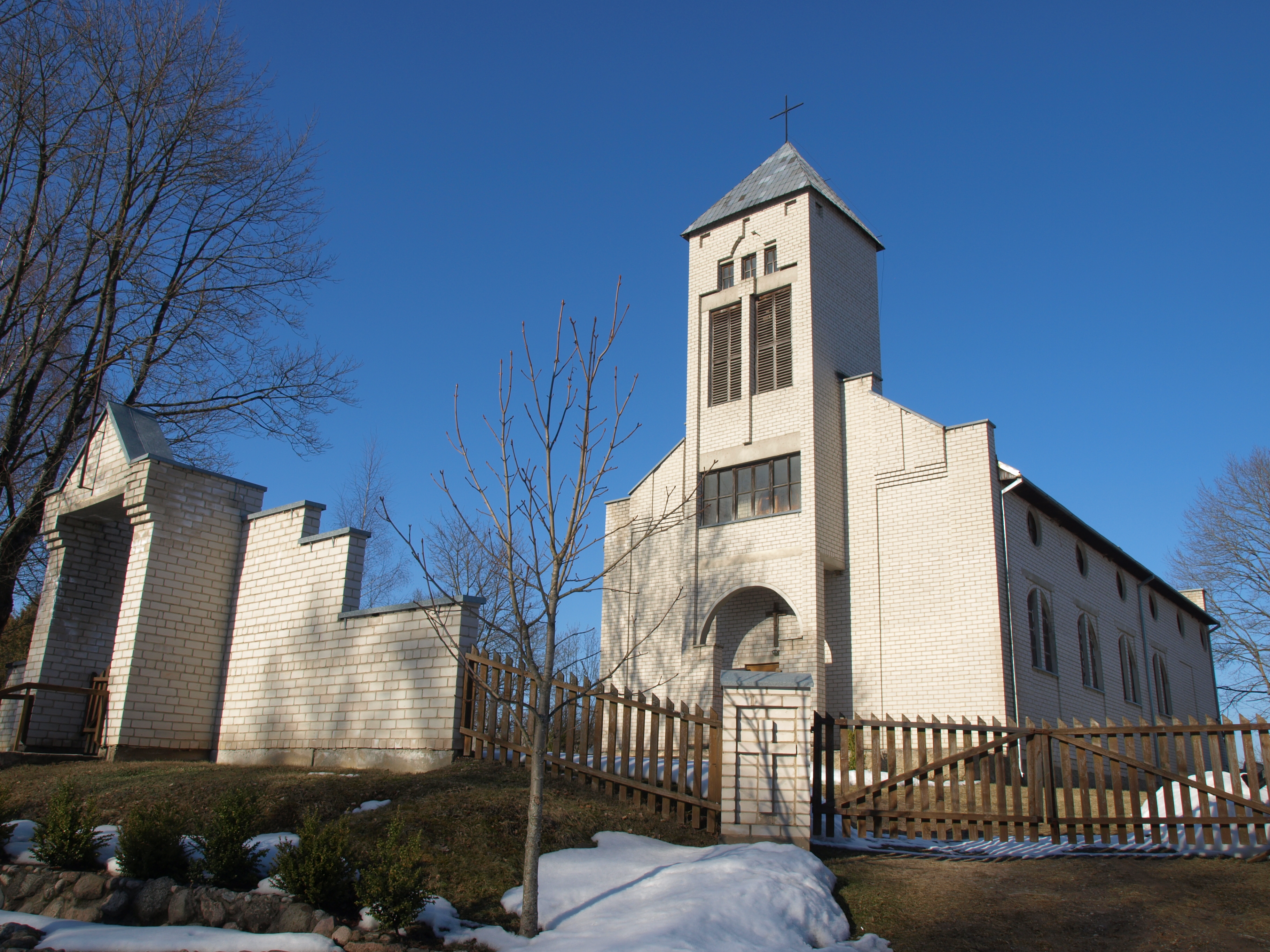
Церковь Святой Моники в Рулишкяе
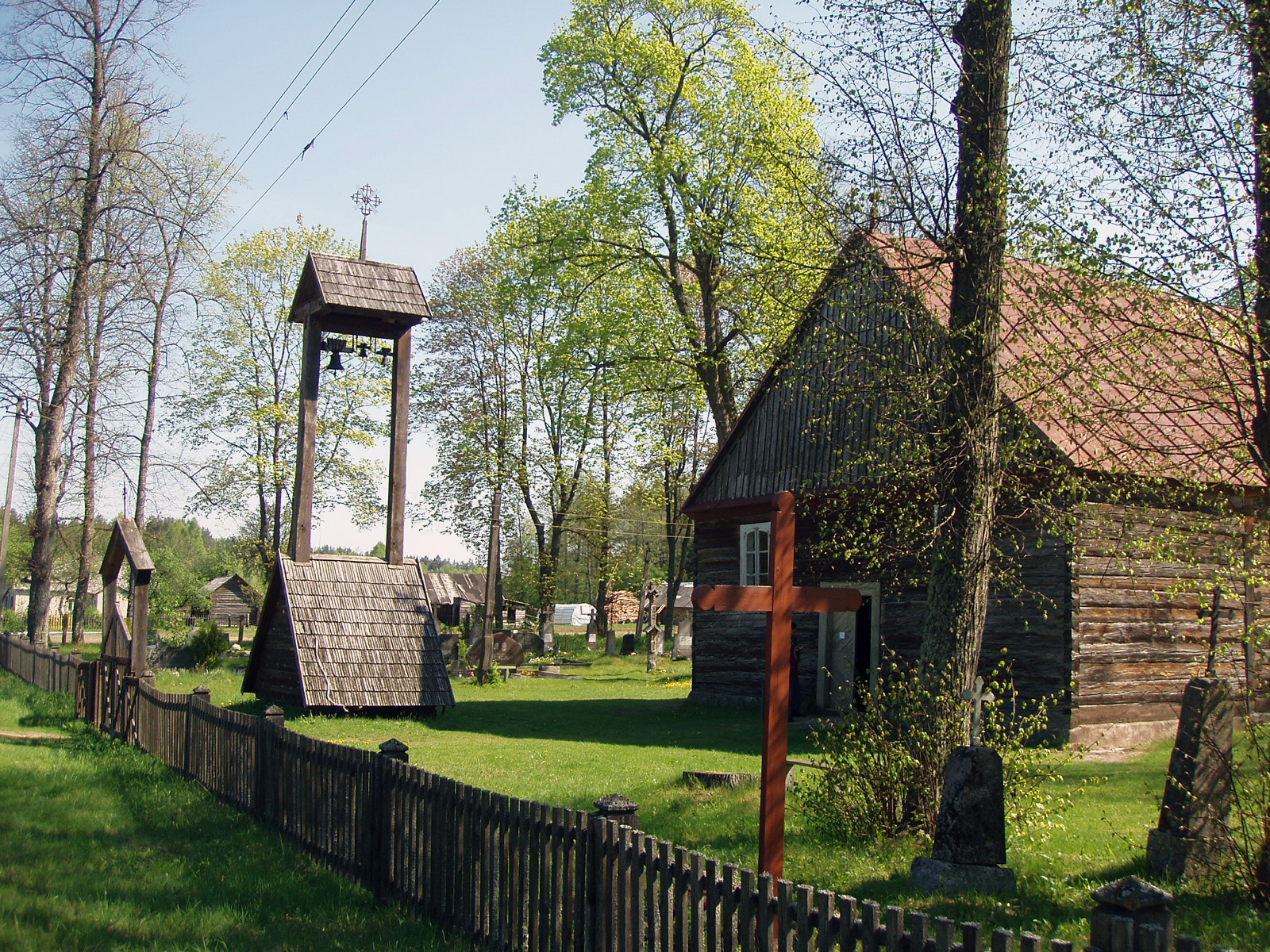
Церковь Церковь Распятия Христова в Акмуо
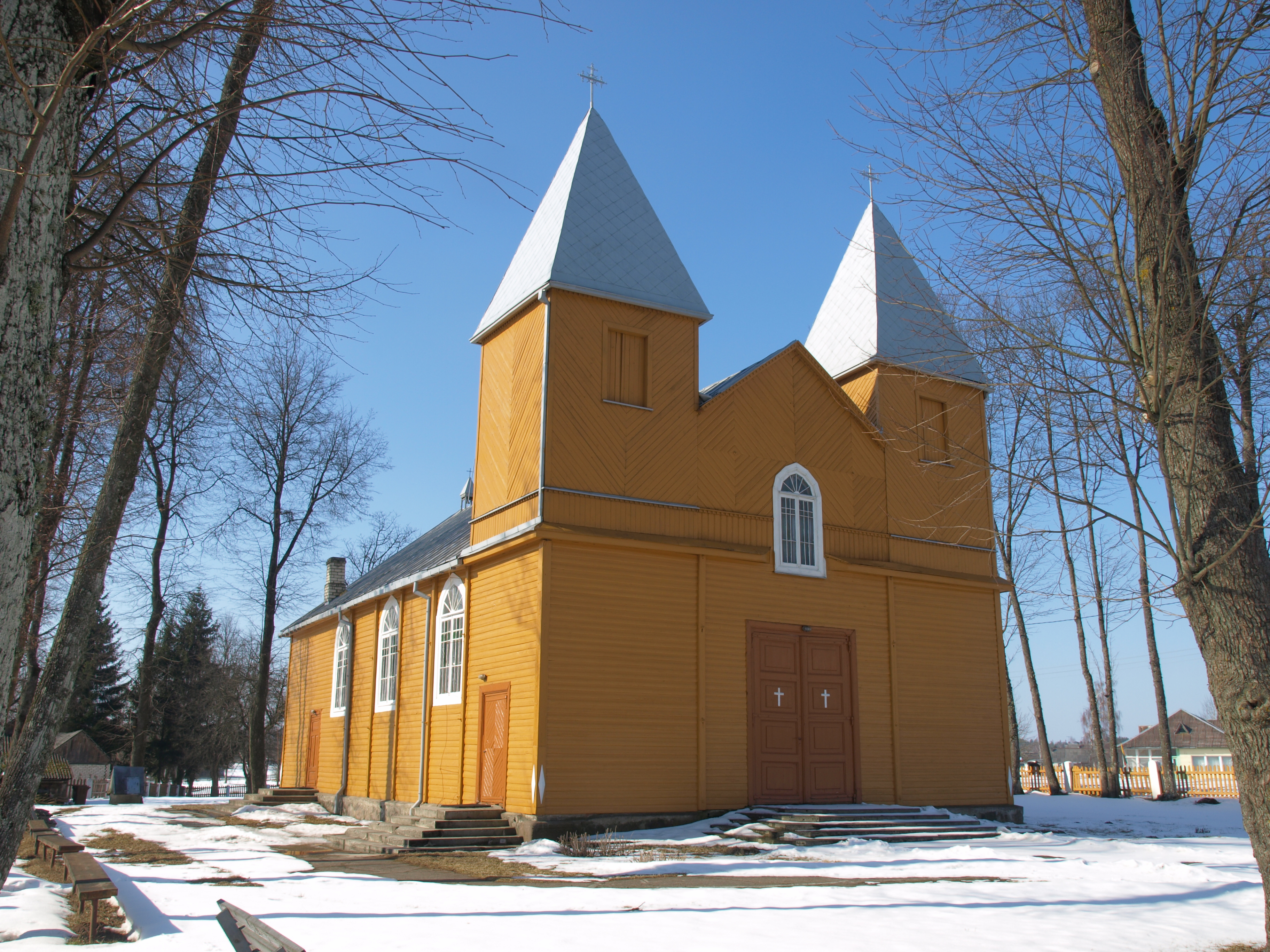
Церковь Святого Антония Падуанского в Жилинае